# Kozjak
Kozjak (také Kobansko) (německy Poßruck), je pohoří nacházející se na hranicích Rakouska a Slovinska. Rakousku náleží pouze menší, příhraniční část masivu. Nejvyšším vrcholem je Košenjak (německy Hühnerkogel) (1522 m n. m.) ležící zcela na západě hor v hřebeni Radlkamm.

## Poloha
Pohoří Kozjak je na severu ohraničeno údolím potoka Pössnitzbach a spojnicí obcí Eibiswald a Gamlitz, která jej dělí od Lavanttalských Alp a nízkého masivu Sausalgebirge (Demmerkogel, 671 m n. m.). Jižní hranici tvoří údolí řeky Drávy, tekoucí podél silnice spojující města Maribor a Dravograd. Východní vymezení masivu je dáno spojnicí Maribor - Sentilj, kde se nachází hraniční přechod. Zde hory navazují na východněji položenou vrchovinu Slovenske gorice. Na západě odděluje od Karavanek pohoří Kozjak údolí řeky Drávy ležící 20 km západě od silničního sedla Radlpass (slovinsky Radej) (679 m n. m.).

## Vrcholy
- Košenjak (1522 m n. m.)
- Kapunar (1052 m n. m.)
- Sršen (965 m n. m.)
- Remschnigg (754 m n. m.)